# Urani(IV) oxide
Urani(IV) Oxide (công thức hóa học: UO2), còn được gọi là uranơ Oxide, là một Oxide urani, tồn tại dưới dạng một loại bột kết tinh màu đen, phóng xạ và tinh thể tự nhiên xảy ra trong khoáng uranin. Nó được sử dụng trong các thanh nhiên liệu hạt nhân trong lò phản ứng hạt nhân. Một hỗn hợp urani và plutoni(IV) Oxide được sử dụng làm nhiên liệu MOX. Trước năm 1960, nó được sử dụng làm màu vàng và đen trong thủy tinh.

## Sản xuất
Urani(IV) Oxide được tạo ra bằng cách khử urani(VI) Oxide bằng hydro ở 700 °C (1.292 °F; 973 K)
UO3 + H2 → UO2 + H2O
Phản ứng này đóng một vai trò quan trọng trong việc tạo ra nhiên liệu hạt nhân thông qua tái chế hạt nhân và làm giàu urani.

## Cấu trúc
Chất rắn có cùng cấu trúc như florit (calci fluoride), ở đó mỗi U được bao quanh bởi tám O xung quanh gần nhất trong một sự sắp xếp khối. Ngoài ra, các dioxide của xeri, plutoni và neptuni cũng có cùng cấu trúc. Không có các nguyên tố dioxide khác có cấu trúc florit. Khi nóng chảy, sự điều phối U–O trung bình được đo lường giảm từ 8 thành chất rắn kết tinh (UO8 lập phương), xuống còn 6,7 ± 0,5 (ở 3270 K) trong lớp tan chảy. Các mô hình phù hợp với những phép đo này cho thấy chất tan chủ yếu gồm các đơn vị đa diện UO6 và UO7, trong đó khoảng ⅔ kết nối giữa polyhedra là cùng góc và ⅓ là cùng cạnh.

## Ứng dụng
UO2 được sử dụng chủ yếu như nhiên liệu hạt nhân, đặc biệt là UO2 hoặc là một hỗn hợp của UO2 và PuO2 (plutoni(IV) Oxide) được gọi là hỗn hợp Oxide (nhiên liệu MOX), dưới dạng thanh nhiên liệu trong lò phản ứng hạt nhân.
Lưu ý rằng độ dẫn nhiệt của urani(IV) Oxide rất thấp khi so sánh với urani, urani(IV) nitride, urani carbide và vật liệu phủ zirconi. Độ dẫn nhiệt thấp này có thể dẫn đến sự quá nóng cục bộ ở các điểm trung tâm của các thanh nhiên liệu. Đối với các nhiên liệu này mật độ năng lượng nhiệt là như nhau và đường kính của tất cả các viên là giống nhau.

## Độc tính
Urani(IV) Oxide được biết đến là bị hấp thụ bởi sự tích tụ thực bào trong phổi.